# Ballamahadevi
Ballamahadevi, död 1285, var regerande drottning av Alupadynastins rike mellan 1275 och 1285. 
Hon var gift med kung Vlrapandyadeva. När hennes make avled 1275 efterträdde hon honom tillsammans med deras son Nagadevarasa. Hon var inte sin sons förmyndarregent. Inskriptionerna anger tydligt att hon regerande som sin sons samregent och monark, och att hon antog samma manliga titlar som normalt användes av dynastins monarker. Väldigt få kvinnor nämns som monarker under hennes samtid i Indien. 